# Your Love
Your Love е песен от албума Pink Friday на американската рапърка Ники Минаж.

## Видео
Във видеото към песента Ники Минаж играе ролята на гейша. „Ние искахме да има гейши и самурай. Такива неща.“ обяснява Минаж.

## Дата на издаване
- САЩ – 1 юни 2010[2]
- Великобритания – 7 юни 2010[3]

## Позиции в музикалните класации
- Белгия (Ultratip Wallonia) – 36[4]
- Канада (Canadian Hot 100) – 43[5]